# ایست آتلانتیک بیچ (نیویورک)
ایست آتلانتیک بیچ (به انگلیسی: East Atlantic Beach) یک منطقهٔ مسکونی در ایالات متحده آمریکا است که در شهرستان نساو، نیویورک واقع شده‌است. ایست آتلانتیک بیچ ۱٫۸ کیلومتر مربع مساحت و ۲٬۰۴۹ نفر جمعیت دارد و ۲۱ متر بالاتر از سطح دریا واقع شده‌است.